# Станислав Гроф
Станислав Гроф (на чешки: Stanislav Grof) е чешки психолог и психиатър, създател на холотропната терапия. Той е посветил повече от 40 години на изследвания в областта на изменените състояния на съзнанието и духовното израстване. Гроф е един от основателите на трансперсоналната психология.

## Биография
Роден е на 1 юли 1931 година в Прага, Чехословакия. През 1956 г. получава диплома по медицина от Карловия университет и степен доктор на науките от Чехословашката академия на науките. В периода 1956 – 1967 г. той е практикуващ психиатър – клиницист. Активно изучава психоанализа и участва в редица новаторски научноизследователски проекти. През 1961 г. Гроф оглавява изследвания по приложението на ЛСД и други психеделични вещества при лечението на психичните болести.
През 1967 г., като стипендиант на Фонда за поощрение на психиатричните изследвания (САЩ), Гроф получава възможността да специализира в Университета „Джонс Хопкинс“, след което продължава изследователската си дейност в Мерилендския център за психиатрични изследвания. От 1973 до 1987 г. работи в Института Изълън (Биг Сър, Калифорния). През това време заедно със съпругата си Кристина разработва техниката холотропно дишане – уникален метод за психотерапия, самопознание и личностно развитие.
Станислав Гроф е един от основателите на Международната трансперсонална асоциация (ITA) и дълго време е бил неин президент. Към 2018 г. е професор във факултета по психология на Калифорнийския институт по интегрални изследвания. Освен това провежда обучителни семинари за професионалисти („Трансперсонален тренинг на Гроф“), както и изнася лекции и семинари по цял свят.
Станислав Гроф е автор и съавтор на повече от 100 статии и 20 книги. Неговите текстове неизменно привличат вниманието както на професионалистите, така и на всички онези, които се интересуват от самопознание и духовно израстване. Книгите на Гроф са преведени на 13 езика, включително немски, италиански, испански, португалски, холандски, шведски, датски, руски, чешки, полски, китайски, японски и български.

## Основни теории
Станислав Гроф започва медицинската си кариера като класически психоаналитик. По-късно обаче безпрецедентното богатство и диапазон на преживяванията по време на ЛСД психотерапия го убеждават в теоретическите ограничения на фройдисткия модел на психиката и лежащия в основата му механистичен светоглед. Възникналата в резултат на тези изследвания нова „картография“ на психиката се състои от три области:
- (Фройдисткото) лично и биографично несъзнавано;
- Трансперсонално несъзнавано, което включва по-тясната представа на Юнг за архетипното и колективно несъзнавано;
- Перинатално несъзнавано, явяващо се мост между личното и трансперсоналното несъзнавано, изпълнено със символизъм и конкретни преживявания на смърт и прераждане. Тази област на несъзнаваното според Гроф съдържа най-голям потенциал за трансформация. Огромният клиничен опит на самия Гроф, както и записаният опит на световните духовни традиции сочат, че регресът към перинаталното ниво на развитие е необходимо условие за достъп до трансперсоналното. Гроф сам е асистира на около 4000 сеанса по психеделична психотерапия, а през неговите семинари по холотропно дишане преминават десетки хиляди души по целия свят.

Могат да се определят девет области на съвременната наука и практика, в разбирането и развитието на които Гроф има директен принос:
1. Изучаване на изцелителния потенциал на променените състояния на съзнанието.
2. Нова, разширена картография на човешката психика.
3. Архитектура на емоционалните и психосоматичните болести.
4. Приложение на новите данни от изучаването на съзнанието в терапията.
5. Холотропно дишане.
6. Духовната криза: разбиране и лечение на кризите на трансформацията.
7. Преживяването на смъртта и умирането: психологически, философски и духовни перспективи.
8. Онтология на света и природа на съзнанието.
9. Еволюция на съзнанието и оцеляване на човечеството.

## Критика
Въпреки продължаващото настояване на Гроф върху концепцията на „травмата на раждането“ като критическо психично преживяване, основната линия в психиатрията не приема неговата концепция (Гроф, 1992). Всъщност повечето професионалисти оспорват, че такава концептуализация на задържаната памет излиза извън физиологическия потенциал на новороденото. „Въпреки растящия брой на съобщения за спомени от минал живот, от живота в утробата и преживяванията при раждането, няма никакво научно свидетелство, което да претендира за доказателство на тези събития“ (Марк Л. Хоуи и Мери Л. Къридж, 2004; също виж Спанос, 1996).
В отговор Гроф очертава, че днес за приетата теория за спомените, съхранени в неокортекса, липсват доказателства и е дори „опровергана от широко приетите психологични и физиологични теории, които отдават огромно значение на ранните взаимоотношения между майката и детето, включващи такива фактори като повиване и бавене“. Гроф също отбелязва, че Нобеловата награда за физиология или медицина за 2000 г., дадена на Ерик Кендъл за неговото изследване върху механизмите на спомените в морския гол охлюв Aplysia, животно с по-малко развита нервна система от тази на пеленачетата (стр. 98, Гроф 2006).[поясни (Поискан преди 343 дни)] Също в забележката е изследването на Бертил Джейкъбсън. Джейкъбсън намира значителни връзка между преживяванията на раждането и метода на самоубийствата на тийнейджърите (Джейкъбсън и т.н. 1987), докато в британското списание „Лансет“ намира място изследване, според което „възраждането на раждането е благоприятно към високия риск за извършването на самоубийства след пубертета“.